# PGA Seniors Championship (Verenigd Koninkrijk)
Het PGA Seniors Championship is een golfkampioenschap op de Europese Senior Tour, op de Champions Tour in Amerika is het een van de vijf Majors en heet dit kampioenschap het Senior PGA Championship.
Het toernooi werd voor het eerst gespeeld in 1957, en is het oudste Senior PGA Kampioenschap in Europa. Het begon als een driedaags toernooi en sinds 1967 is het een vierdaags toernooi.

In 1992 werd de Europese Senior Tour opgericht en werd het kampioenschap daar onderdeel van. Dat jaar werd het toernooi op de Royal Dublin Golf Club in Ierland gespeeld, sindsdien is steeds een andere Britse club gastheer.
| Jaar                                            | Baan                                | Winnaar                               | Score | Score |
| ----------------------------------------------- | ----------------------------------- | ------------------------------------- | ----- | ----- |
| 1957                                            | Fulwell                             | John Burton van Hillside Golf Club    | 213   |       |
| 1958                                            | Copt Heath                          | Norman Sutton                         | 214   |       |
| 1959                                            | Royal Mid Surrey                    | Arthur Lees van Sunningdale Golf Club | 204   |       |
| 1960                                            | Mere                                | Reginald Horne                        | 213   |       |
| 1961                                            | Hillbarn                            | Sam King                              | 208   |       |
| 1962                                            | Harrogate                           | Sam King                              | 214   |       |
| 1963                                            | Weston Super Mare                   | ??? George Evans                      | 222   |       |
| 1964                                            | Gosforth Park                       | Sydney Scott                          | 213   |       |
| 1965                                            | Ashford Manor                       | Charlie Ward                          | 210   |       |
| 1966                                            | Coventry GC                         | Dai Rees                              | 215   |       |
| 1967                                            | Ayr Belleisle                       | John Panton                           | 282   |       |
| 1968                                            | Aldeburgh                           | Max Faulkner                          | 283   |       |
| 1969                                            | West Kilbride                       | John Panton                           | 281   |       |
| 1970                                            | Longniddry                          | Max Faulkner                          | 288   |       |
| 1971                                            | Elie                                | Kel Nagle                             | 269   |       |
| 1972                                            | Longniddry                          | Ken Bousfield                         | 291   |       |
| 1973                                            | Elie                                | Kel Nagle                             | 270   |       |
| 1974                                            | Lundin Links                        | Eric Lester                           | 282   |       |
| 1975                                            | Longniddry                          | Kel Nagle                             | 268   |       |
| 1976                                            | North Berwick                       | Christy O'Connor sr.                  | 276   |       |
| 1977                                            | Cambridgeshire Moat House Hotel     | Christy O'Connor sr.                  | 284   |       |
| 1978                                            | ?                                   | Paddy Skerritt                        | ?     |       |
| 1979                                            | Cambridgeshire Moat House Hotel     | Christy O'Connor sr.                  | 280   |       |
| 1980                                            | The Gleneagles Hotel                | Paddy Skerritt                        | 286   |       |
| 1981                                            | North Berwick                       | Christy O'Connor sr.                  | 287   |       |
| 1982                                            | Longniddry                          | Christy O'Connor sr.                  | 285   |       |
| 1983                                            | Burnham                             | Christy O'Connor sr.                  | 277   |       |
| 1984                                            | Stratford On Avon                   | Ernie Jones                           | 280   |       |
| 1985                                            | Pannal                              | Neil Coles                            | 284   |       |
| 1986                                            | Mere                                | Neil Coles                            | 276   |       |
| 1987                                            | Coventry GC                         | Neil Coles                            | 206*  |       |
| 1988                                            | North Berwick                       | Peter Thomson                         | 287   |       |
| 1989                                            | West Hill                           | Neil Coles                            | 277   |       |
| 1990                                            | Brough                              | Brian Waites                          | 269   |       |
| 1991                                            | Wollaton Park                       | Brian Waites                          | 277   |       |
| Forte PGA Seniors Championship                  |                                     |                                       |       |       |
| 1992                                            | Royal Dublin Golf Club              | Tommy Horton                          | 290   | +2    |
| 1993                                            | Old Course Sunningdale              | Brian Huggett                         | 204   | -6    |
| 1994                                            | Old Course Sunningdale              | John Morgan                           | 203   | -7    |
| 1995                                            | Old Course Sunningdale              | John Morgan                           | 204   | -6    |
| The Belfry PGA Seniors Championship             |                                     |                                       |       |       |
| 1996                                            | The Belfry Golf Club                | Terry Gale                            | 284   | -4    |
| 1997                                            | The Belfry Golf Club                | Walter Hall                           | 271   | -17   |
| 1998                                            | The Belfry Golf Club                | Tommy Horton                          | 277   | -11   |
| 1999                                            | The Belfry Golf Club                | Ross Metherell                        | 276   | -12   |
| 2000                                            | The Belfry Golf Club                | John Grace                            | 282   | -6    |
| De Vere PGA Seniors Championship                |                                     |                                       |       |       |
| 2001                                            | De Vere Carden Park                 | Ian Stanley                           | 278   | -10   |
| 2002                                            | De Vere Carden Park                 | Seiji Ebihara                         | 267   | -21   |
| 2003                                            | De Vere Carden Park                 | Bill Longmuir                         | 271   | -17   |
| 2004                                            | De Vere Carden Park                 | Carl Mason                            | 275   | -13   |
| 2005                                            | De Vere Carden Park                 | Sam Torrance                          | 271   | -17   |
| PGA Seniors Championship                        |                                     |                                       |       |       |
| 2006                                            | Stoke by Nayland                    | Sam Torrance                          | 268   | -20   |
| 51th PGA Seniors Championship                   |                                     |                                       |       |       |
| 2007                                            | Stoke by Nayland                    | Carl Mason                            | 268   | -20   |
| The De Vere Collection PGA Seniors Championship |                                     |                                       |       |       |
| 2008                                            | De Vere Slaley Hall, Hunting Course | Gordon J. Brand                       | 292   | +4    |
| 2009                                            | De Vere Slaley Hall, Hunting Course | Carl Mason                            | 279   | -9    |
| 2010                                            | De Vere Slaley Hall, Hunting Course | David J Russell                       | 283   | -5    |
| The De Vere Club PGA Seniors Championship       |                                     |                                       |       |       |
| 2011                                            | De Vere Slaley Hall, Hunting Course | Andrew Oldcorn                        | 277   | -11   |
| ISPS Handa PGA Seniors Championship             |                                     |                                       |       |       |
| 2012                                            | De Vere Slaley Hall, Hunting Course | Paul Wesselingh                       | 201   | -6    |
| 2013                                            | De Vere Mottram Hall                | Paul Wesselingh                       | 272   | -20   |

* In 2008 maakte Gordon J. Brand een ronde van 68, de laagste score van de week. Uiteindelijk won hij na een 6-holesplay-off tegen Gordon Brand jr.

* In 1987 werd het toernooi ingekort tot drie rondes vanwege het slechte weer.